# Bizen-no-Kuni Sōjagū

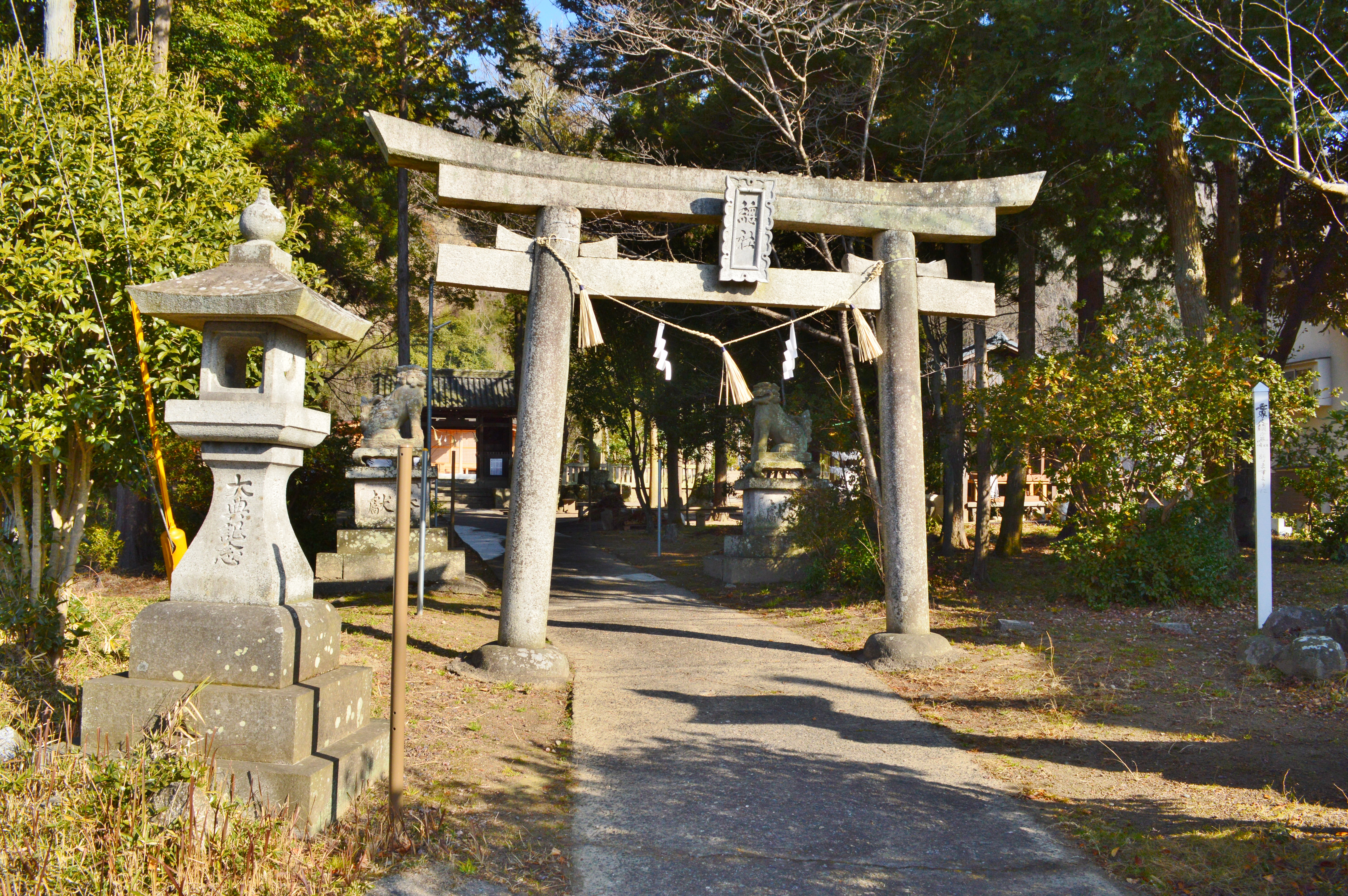
Torii

Bizen-no-Kuni Sōjagū (備前国総社宮) är en shinto-helgedom i Naka-ku, Okayama, Okayama prefektur. Den var sōja (helgedom där alla gudar i en region dyrkas) i Bizen provinsen, och dess f.d. helgedomsrang var gōsha (distriktshelgedom).

## Dyrkadekami
- Ōnamuchi no Mikoto
- Suseribime no Mikoto
- Jingikan Hasshin (De åtta gudarna som dyrkas i gudomsdepartementet.)
- Bizen provinsens 128 gudar (De som nämns i Bizenkoku Jinmyōchō.)

## Historia
Ursprungligen förväntades governörerna av japans provinser att personligen besöka deras många helgedomar. För att effektivisera detta etablerades i närheten av varje provins huvudstad en "sōja", där ritualer kunde hållas till alla regionens gudar samtidigt. Den här helgedomen är Bizen provinsens sōja, och ungefär en kilometer söder om den ligger vad som tros vara resterna av provinsens huvudstad. Registret över Bizens helgedomar (Bizenkoku Jinmyōchō), har bevarats i byggnaden.
Enligt det moderna systemet för helgedomars rangordning som infördes efter meijirestaurationen räknades denna helgedom som gōsha (distriktshelgedom).
På morgonen den 16 februari 1992 brändes helgedomen ner. Den inre helgedomen (honden) återuppbyggdes år 2010, och den yttre helgedomen (haiden) byggdes upp igen år 2015.

## Området

Shaden
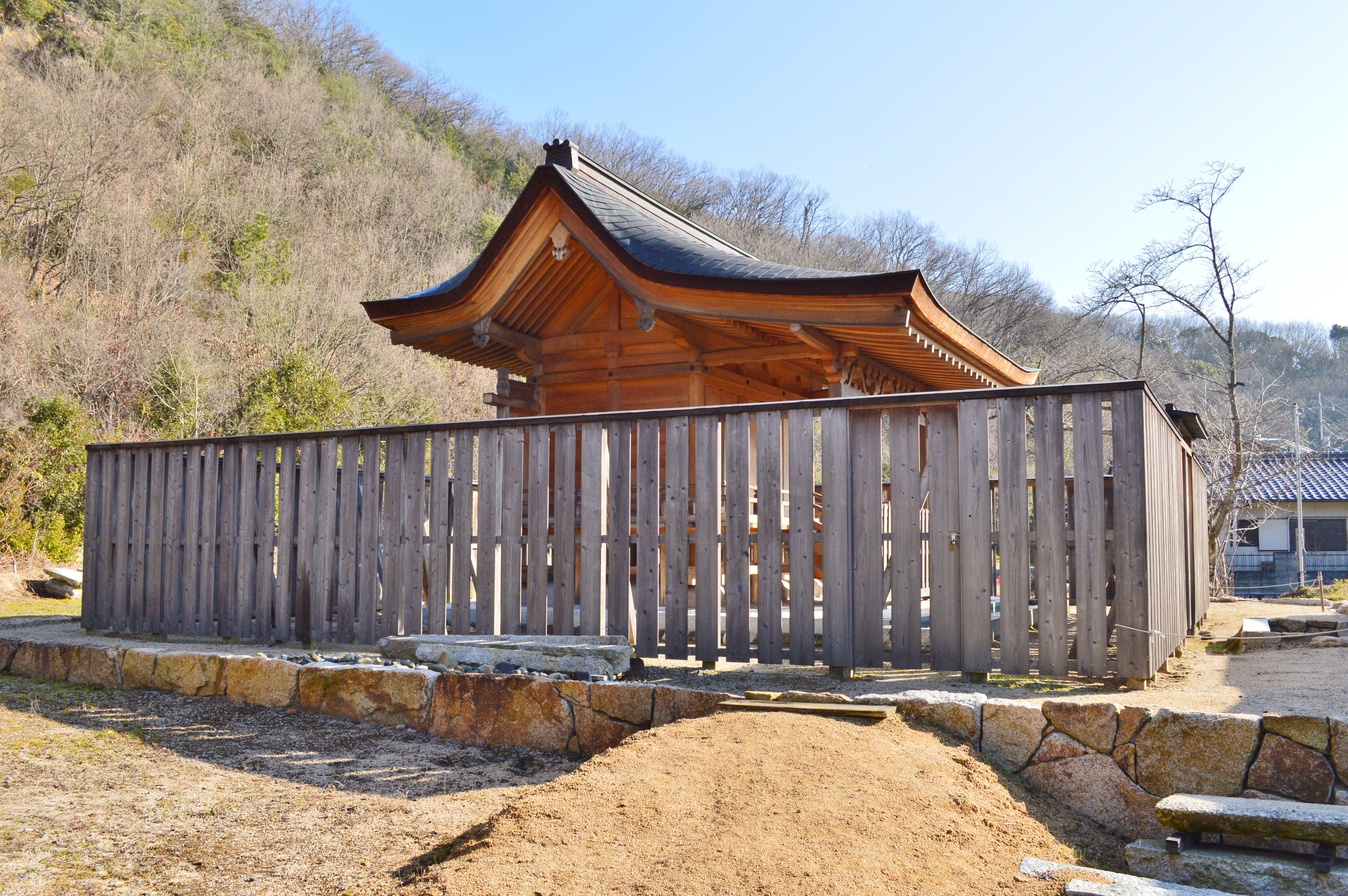
Honden
Shinmon